# Nikša Bavčević
Nikša Bavčević (2 giugno 1956) è un allenatore di pallacanestro croato.
È il padre di Marin Bavčević.

## Palmarès
- Campionato svizzero: 1

Monthey: 2016-17
- Coppa di Croazia: 1

Spalato: 1997
- Coppa del Belgio: 1

Mons-Hainaut: 2006
- Coppa di Lega svizzera: 2

BBC Monthey: 2016, 2017
- LNB: 1

Vevey: 2021-22